# Онлайн-семинар
Онлайн-трансляция (от англ. online — на линии, на связи) или веб-конференция, вебинар (от англ. webinar) — разновидность веб-конференции, проведение онлайн-встреч или презентаций через Интернет. Во время веб-конференции каждый из участников находится у своего компьютера, а связь между ними поддерживается через Интернет посредством загружаемого приложения, установленного на компьютере каждого участника, или через веб-приложение. В последнем случае, чтобы присоединиться к конференции, нужно просто ввести URL (адрес сайта) в окне браузера.
Вебинары могут быть совместными и включать в себя сеансы голосований и опросов, что обеспечивает полное взаимодействие между аудиторией и ведущим. В некоторых случаях ведущий может говорить через телефон, комментируя информацию, отображаемую на экране, а слушатели могут ему отвечать, предпочтительно по телефону с громкоговорителем. На рынке также присутствуют технологии, в которых реализована поддержка VoIP-аудиотехнологий, обеспечивающих полноценную аудиосвязь через сеть. Вебинары (в зависимости от провайдера) могут обладать функцией анонимности или «невидимости» пользователей, благодаря чему участники одной и той же конференции могут не знать о присутствии друг друга.
В первые годы после появления Интернета термином «веб-конференция» часто называли ветку форума или доски объявлений. Позже термин получил значение общения именно в режиме реального времени. В настоящее время[когда?] вебинар используется в рамках системы дистанционного обучения.

## [1]Опции
Среди прочих типичных функций конференц-связи:
- слайдовые презентации;
- видео в режиме реального времени;
- VoIP (аудиосвязь через компьютер в режиме реального времени с использованием наушников или колонок);
- whiteboard (электронная доска для комментариев, на которой ведущий и слушатели могут оставлять пометки или комментировать пункты слайдовой презентации);
- текстовый чат — для сеансов вопросов и ответов в режиме реального времени, проводимых только для участников конференции, в чате возможно как групповое (сообщения видны всем участникам), так и приватное общение (разговор между двумя участниками);
- голосования и опросы (позволяют ведущему опрашивать аудиторию, предоставляя на выбор несколько вариантов ответов);
- удалённый рабочий стол, совместное использование приложений (когда участники могут просматривать всё, что уже было отображено на их мониторе ведущим веб-конференции; некоторые приложения совместного использования имеют функции удалённого рабочего стола, что позволяет участникам частично управлять компьютером (экраном) ведущего;
- веб-туры — когда адреса страниц, данные форм, cookies, скрипты и другая информация о сеансе может быть передана другим участникам с целью использования её для наглядного обучения с элементами входа в систему, кликами, переходами между экранами, данный тип функций используется для демонстрации сайта или приложений при непосредственном участии пользователей;
- трансляция записи (размещается по уникальному веб-адресу для последующего просмотра и прослушивания любым пользователем).

Услуга конференц-связи через сеть зачастую представляет собой сервис, расположенный на веб-сервере компании-поставщика. У каждого поставщика свои условия, однако большинство из них используют модель поминутного расчёта стоимости на пользователя или фиксированную месячную плату.
Некоторые поставщики также предлагают серверные решения, которые позволяют заказчику размещать сервис конференц-связи на своём сервере.
Важной функцией программ для организации конференц-связи через сеть является совместное использование приложений (англ. application sharing). Это значит, что один участник веб-конференции может передать контроль над приложением любому другому участнику.

## Стандарты
Технологии конференц-связи через Интернет не стандартизированы, что отрицательно сказывается на функциональной совместимости, зависимости от платформы, вопросах безопасности, цене и сегментации на рынке. В 2003 году IETF учредила рабочую группу под названием «Centralized Conferencing» (XCON) для установления стандартов конференц-связи. Среди запланированных целей XCON значатся:
- Базовый протокол «floor control» — Binary Floor Control Protocol (BFCP), сформулированный в RFC 4582
- Механизм контроля членства и авторизации
- Механизм управления совмещением различных типов медиафайлов (аудио, видео, текстовых) и его описание
- Механизм извещения об относящихся к конференции событиях/изменениях (например смена протокола)

## История
Первые системы текстового общения в режиме реального времени, такие как IRC, появились в самом начале истории Интернета, в конце 1980-х. Веб-чаты и ПО для мгновенного обмена сообщениями увидели свет в середине 1990-х. Первая же полноценная возможность конференц-связи появилась в конце 1990-х, после чего было разработано множество других средств общения в режиме реального времени.
Торговый знак термина «webinar» был зарегистрирован в 1998 году Эриком Р. Корбом (Eric R. Korb) (Серийный Номер 75478683, USPTO), но он был оспорен в суде и сейчас принадлежит компании InterCall.